# قط شرير (فلم)
قط شرير (بالتركية: Kötü Kedi Şerafettin) هو فيلم رسوم متحركة تركي من إخراج محمد كورتولوس وإياس أونال سنة 2016.

## القصة
في إسطنبول، يستعد كل من النورس رفيقي وريزا الجرذ لحضور حفل ضخم مليء بالمشروبات الكحولية والفتيات، وعقب وصول الابن غير الشرعي شيرو القط إلى الحفل، على شيرو أن يتعامل مع حقيقة أبوته بكل نضج وأن يسلم نفسه للحب في طريقه.

## وصلات خارجية
- مقالات تستعمل روابط فنية بلا صلة مع ويكي بيانات